# Mariko Kouda Special Summer Live '97 〜青空で愛してる〜
『Mariko Kouda Special Summer Live '97 〜青空で愛してる〜"』（まりここうだスペシャルサマーライブ97あおぞらであいしてる）は、國府田マリ子の5枚目のライブ・ビデオ及びそれに収録されている楽曲。2000年3月16日、キングレコードより発売。

## 解説
- 1997年7月よみうりランドオープンシアターEASTにて開催された模様を収録。当時WOWOWで放送された映像を商品化。[2]

## サポートメンバー
マリコBAND
- 南明男：ギター、バンドマスター
- 春山信吾：ベース
- 平山牧伸：ドラム
- 大久保治信：キーボード
- 宮島律子：キーボード、コーラス

## 収録曲
1. BANDでワケあり
作詞：谷亜ヒロコ
作曲・編曲：西脇辰弥
2. Happy!Happy!Happy!
作詞：國府田マリ子
作曲：ながつきまろん
編曲：水島康貴
3. 私が天使だったらいいのに
作詞：三浦徳子・國府田マリ子
作曲：松原みき
編曲：十川知司
4. my best friend
作詞：國府田マリ子
作曲：TSUKASA
編曲：水島康貴
5. どれだけ愛されるかじゃなくて
作詞：國府田マリ子
作曲：松原みき
編曲：西川進
6. 笑顔で愛してる
作詞・作曲：種ともこ
編曲：西脇辰弥
7. 僕らのステキ
作詞：戸沢暢美
作曲：前田克樹
編曲：岩本正樹
8. Pure
作詞：國府田マリ子
作曲：菜芽月まろん
編曲：岩崎文紀
9. ムサ君
作詞：國府田マリ子・井上うに
作曲：井上うに
編曲：西脇辰弥
10. Twin memories
作詞：WINBEE
作曲：コナミ矩形波倶楽部
補作曲・編曲：光田健一
11. 風がとまらない
作詞・作曲：種ともこ
編曲：亀田誠治
ライブ映像ではなくMVを収録